# Stare Bielice (województwo lubuskie)
Stare Bielice (niem. Alt Beelitz) – wieś w Polsce położona w województwie lubuskim, w powiecie strzelecko-drezdeneckim, w gminie Drezdenko.

## Historia
11 marca 1945 przez most na Noteci weszły na teren Ziem Odzyskanych (późniejszego województwa gorzowskiego) oddziały 17. Pułku Piechoty i 5. Saskiej Dywizji Piechoty Ludowego Wojska Polskiego. Poobalano wówczas stare słupy graniczne, a podczas przemarszu przez most grano Hymn Polski oraz Rotę (cytaty z tego utworu umieszczono na tablicach po obu stronach mostu).
W latach 1975–1998 miejscowość położona była w województwie gorzowskim.

## Obiekty i instytucje
We wsi stoi kaplica św. Józefa przystosowana do celów religijnych z domu mieszkalnego.
W miejscowości swoją siedzibę ma piłkarski Klub Sportowy „Noteć” Stare Bielice, który został założony w 2015 roku i występuje w A-klasie.